# Víctor Carranza Rosaldo
Víctor Manuel Carranza Rosaldo (Jáltipan de Morelos, Veracruz de Ignacio de la Llave; 19 de noviembre de 1960) es un ingeniero y político mexicano, fue presidente municipal de Coatzacoalcos, Veracruz desde el 1 de enero del 2018 hasta el 31 de diciembre del 2021.  Es Ingeniero Mecánico por el Instituto Politécnico Nacional y tiene una maestría en administración de empresas con la especialidad en proyectos de inversión por la Universidad de las Américas de Puebla.

## Presidente Municipal de Coatzacoalcos
Se registró como aspirante a la presidencia municipal el 15 de febrero del 2017 por el partido (Movimiento Regeneración Nacional) en las elecciones del 4 de junio de ese mismo año. Fue nombrado Presidente Municipal Electo, con 48 mil 338 votos.
El 31 de diciembre de 2017, rindió protesta en el Palacio Municipal de Coatzacoalcos. Comenzó a ejercer el cargo de Presidente Municipal del H. Ayuntamiento de Coatzacoalcos el 1 de enero de 2018.

## Otros Cargos
- Trabajó como ingeniero en la empresa Pemex hasta que se jubiló de la misma.[3]
- Fue delegado municipal de Coatzacoalcos del partido Morena.